# وصول القطار إلى محطة لا سيوتا
وصول القطار إلى محطة لا سيوتا : L'Arrivée d'un train en gare de La Ciotat) هو فيلم وثائقي قصير فرنسي صدر عام 1895. الفيلك من إنتاج وإخراج الإخوة لوميير. مدة الفيلم حوالي 50 ثانية وتدور حول وصول قاطرة بخارية إلى محطة بلدة لا سيوتا الساحلية.

## روابط خارجية
- وصول القطار إلى محطة لا سيوتا على موقع IMDb (الإنجليزية)
- وصول القطار إلى محطة لا سيوتا على موقع قاعدة بيانات الأفلام العربية
- وصول القطار إلى محطة لا سيوتا على موقع ألو سيني (الفرنسية)
- وصول القطار إلى محطة لا سيوتا على موقع فيلمافينيتي (الإسبانية)
- وصول القطار إلى محطة لا سيوتا على موقع قاعدة بيانات الفيلم (الإنجليزية)
- وصول القطار إلى محطة لا سيوتا على موقع ليتربوكسد (الإنجليزية)
- وصول القطار إلى محطة لا سيوتا على موقع كينوبويسك (الروسية)